# Aenictus nuchiti
Aenictus nuchiti (лат.) — вид муравьёв-кочевников рода Aenictus. Эндемики северного Таиланда (Chiang Mai Province).

## Описание
Длина рабочих менее 3 мм (от 2,24 до 2,41 мм). От близких видов (с такой же плотно пунктированной мезосомой и угловатым проподеумом Aenictus biroi, Aenictus camposi, Aenictus gutianshanensis  и Aenictus vieti) отличается следующими признаками: коротким скапусом усика (на две трети длины головы), строением субпетиолярного выступа (он вентрально округлый и антеровентрально угловатый), пропорциями тела, более мелкими размерами.
Усики 10-члениковые. Голова гладкая и блестящая. Клипеус по переднему краю с несколькими зубчиками. На жвалах около в 10 зубцов. Основная окраска желтовато-коричневая. Стебелёк между грудкой и брюшком у рабочих состоит из двух члеников, а у самок и самцов — из одного (петиоль). Глаза у рабочих отсутствуют. Промезонотальная борозда не развита, пронотум и мезонотум слиты. 
Видовое название дано в честь Mr Supachai Nuchit (Royal Forest Department, Thailand), оказавшего помощь в сборе муравьёв в лесу Pa Omkoi National Forest (Chiang Mai Province).